# Julien Levy
Julien Levy (Nova York, 22 de gener de 1906 – New Haven, Connecticut, 10 de febrer de 1981) va ser un marxant d'art i el propietari de la seva pròpia Julien Levy Gallery a la Ciutat de Nova York, que va ser important per als artistes surrealistes, d'avantgarda i fotògrafs estatunidencs a les dècades de 1930 i 1940.
Levy nasqué a Nova York. Després d'estudiar administració de museus a Harvard sota Paul J. Sachs, Levy ho va deixar, viatjà a París i es va fer amic de Man Ray, Marcel Duchamp, i Berenice Abbott, a través de la qual va entrar en possessió d'una part de l'arxiu d'Eugène Atget. A París també va trobar la seva futura esposa, Joella Haweis, filla de l'artista Mina Loy.
Havent tornat a Nova York, Levy treballà un temps a la Weyhe Gallery abans de fundar la seva pròpia galeria al 602 Madison Avenue de Nova York el 1931. Primer es va focalitzar en la fotografia amb Man Ray i presentant als Estats Units a Henri Cartier-Bresson. El 29 de gener de 1932 va exposar obres de Pablo Picasso, Max Ernst, Joseph Cornell, Marcel Duchamp, i presentà La persistència de la memòria de Salvador Dalí. La sva exposició va ser la primera a Nova York del grup oficialment surrealista.
L'any 1937 aquesta galeria es traslladà a 15 East 57th Street, on Levy muntà l'exposició en solitari de l'obra de Frida Kahlo,l'1 de novembre de 1938. Des de 1943 a 1949 aquesta galeria va estar situada a 42 East 57th Street.
Després de tancar la seva galeria, Levy donà classes al Sarah Lawrence College i a State University of New York at Purchase. Entre els llibres de Levy s'inclou Memoir of an Art Gallery i Surrealism.